# 日吉村巡査受傷事件
日吉村巡査受傷事件（ひよしむらじゅんさじゅしょうじけん）とは、1933年（昭和8年）6月24日に熊本県飽託郡日吉村（現熊本市南区）で発生した傷害事件。

## 事件の概要
熊本県では、1933年頃から西日本13府県連続放火事件が発生しており、熊本県警察部は組織挙げての非常警戒を実施していた。
1933年6月23日、川尻警察署は飽託郡日吉村の国道で張り込みをしていた。翌日午前3時頃、風呂敷包みを背負った怪しい男が歩いているのを発見、職務質問しようとした。
ところが、男は警察官を無視し、そのまま通り過ぎようとしたので、署まで任意同行を求めた。すると、急に逃げ出したため捕まえようとしたところ、男は小刀を振り回して警察官に襲い掛かり、警察官2人に重傷を負わせた。それでも警察官は男に立ち向かって何とか逮捕することができた。

## 取調べ
男は朝鮮京畿道京城府御成町（現大韓民国ソウル特別市中区南大門路5街）の朝鮮人・鄭某を名乗り、20年前に内地に渡航し炭鉱で働いていたと供述した。しかし、その身元が確認できず、風呂敷包みの物についても一向に語ろうとはしなかった。
更に取り調べたところ、男は朝鮮人ではなく、沖縄県中頭郡具志川村出身であることが判明した。そして九州北部を中心に役所や学校を狙った空き巣をしていたことを自白した。肝心の放火魔は逮捕できなかったが、連続空き巣犯を逮捕することができた。

## 裁判
犯人は窃盗や公務執行妨害等の罪で懲役7年の判決が下った。
後日、陸軍第6師団の師団長から、負傷した警察官に見舞金が送られた。当時の陸軍と警察の関係は最悪（ゴーストップ事件の直後であった）であり、この行為は極めて異例であった。